# 魯達 (邵爾斯區)
51°39′25″N 32°4′1″E / 51.65694°N 32.06694°E
魯達（烏克蘭語：Руда），是烏克蘭北部的村莊，隸屬切爾尼希夫州的科留基夫卡區。該村始建於1914年，面積0.34平方公里，海拔高度138米，2001年人口60，人口密度每平方公里174.4人。